# عين العسل
عين العسل بلدية تابعة دائرة الطارف بولاية الطارف الجزائرية.

## الموقع الجغرافي
تقع بين الطارف و القالة يقطنها حوالي 13000 نسمة